# (145130) 2005 GF153
(145130) 2005 GF153 es un asteroide perteneciente al cinturón de asteroides, descubierto el 13 de abril de 2005 por el equipo del Lowell Observatory Near-Earth-Object Search desde la Estación Anderson Mesa (condado de Coconino, cerca de Flagstaff, Arizona, Estados Unidos).

## Designación y nombre
Designado provisionalmente como 2005 GF153. 

## Características orbitales
(145130) 2005 GF153 está situado a una distancia media del Sol de 2,280 ua, pudiendo alejarse hasta 2,608 ua y acercarse hasta 1,951 ua. Su excentricidad es 0,144 y la inclinación orbital 10,583 grados. Emplea 1257,16 días en completar una órbita alrededor del Sol.

## Características físicas
La magnitud absoluta de (145130) 2005 GF153 es 16,57. 